# أنتونيو بويرتاس
أنتونيو بويرتاس (بالإسبانية: Antonio Puertas)‏ (21 فبراير 1992 ببني عبدوس في إسبانيا - ) هو لاعب كرة قدم إسباني في مركز الهجوم. لعب مع بوليديبورتيفو إيخيذو ونادي ألميريا ونادي ألميريا ب وريكريتيفو غرناطة ‏.

## وصلات خارجية
- أنتونيو بويرتاس على موقع الاتحاد الأوربي (الإنجليزية)
- أنتونيو بويرتاس على موقع قاعدة بيانات كرة القدم.إي يو (الإنجليزية)
- أنتونيو بويرتاس على موقع Soccerway.com (الإنجليزية)
- أنتونيو بويرتاس على موقع AS.com (الإسبانية)